# Gaj Blosij
Gaj Blosij (latinsko Gaius Blossius) je bil, po Plutarhu, filozof in učenec stoičnega filozofa Antipatra iz Tarza iz mesta Cumae v Kampaniji v Italiji. Dejaven je bil v 2. stoletju pr. n. št. Blosij je skupaj z grškim retorikom Diofantom spodbudil rimskega tribuna Tiberija Grakha, da je nadaljeval z gibanjem za zemljiško reformo v imenu plebejcev. Tiberija so njegovi politični nasprotniki obtožili, da je poskušal izzvati ljudsko vstajo in se sam okronati za kralja. Na koncu so ga umorili in njegovo truplo vrgli v reko Tibero. 
Po smrti Tiberija Grakha so Blosija o tej zadevi zasliševali konzuli. Blosij je prostodušno priznal, da je naredil vse, kar je zahteval Tiberij. Ko so ga vprašali: "Kaj bi storili, če bi vam Tiberij ukazal zažgati Kapitol?", je odgovoril, da Tiberij ne bi nikoli dal takega ukaza. Po velikem pritisku je na koncu izjavil, da bi Tiberij kaj takega ukazal le, če bi bilo to v resničnem interesu rimskega ljudstva. Po tem so ga izpustili. Blosij je odšel v rimsko provinco Azijo, kjer je sodeloval pri Aristonikovem ljudskem uporu proti Rimu in pomagal pri organiziranju države Heliopolis. Ko je bil upor dokončno poražen, je naredil samomor. 

## Blosij v književnosti
Blosij je simpatičen lik v romanu Stevena Saylorja Roma. Saylor sledi znanim dejstvom iz Blosijevega življenja, vendar dodaja dolgotrajno ljubezensko zvezo med njim in patricijsko Rimljanko, ki  v zgodovinskih virih ni izpričana.

## Vira
- Plutarh, Lives of the Noble Greeks and Romans, "Tiberius Gracchus". (online version)
- Maria Jaczynowska, Anna Mączakowa, Witold Tyloch, Historia Starożytna. Varšava 1974

1. ↑  Smith W. Dictionary of Greek and Roman Biography and Mythology — 1849. — 1219 p.